# À demain
Pour plus de détails, voir Fiche technique et Distribution.
À demain est un film français réalisé par Didier Martiny, sorti en 1992.

## Synopsis
1963. Pierre est un enfant qui vit à Paris dans un appartement où sont réunies quatre générations, de son arrière-grand-mère à sa sœur…

## Fiche technique
- Titre français : À demain
- Réalisation : Didier Martiny
- Scénario : Didier Martiny et Yasmina Reza
- Décors : Michel Vandestien
- Costumes : Christian Gasc
- Photographie : Emmanuel Machuel
- Son : François Groult, Philippe Lioret
- Montage : Sylvie Quester
- Musique : Anne-Marie Fijal
- Production déléguée : Romain Brémond, Jean-Claude Fleury et Florence Quentin
- Sociétés de production : Ciby 2000, Canal+, M6 Films
- Société de distribution : Pathé Distribution
- Pays d'origine :  France
- Langue originale : français
- Format : couleur — 35 mm
- Genre : comédie dramatique
- Durée : 105 minutes
- Dates de sortie :  France : 2 décembre 1992

## Distribution
- Jeanne Moreau : Tété
- François Cluzet : Gilles
- François Perrot : Bouddha
- Margot Capelier : Aimée
- Yasmina Reza : Hélène
- Bernard Ballet : le concierge
- Gigi Bonos : Sanguinetti
- Robert Delarue : M. Remedios
- Michèle Loubet : Rita Remedios
- Robert Manuel : Tremineras
- Laurent Lavergne : Pierre
- Michel Berto : Max Gorenstein
- Bianca Boragi : Isabelle
- Gabriel Garran : M. Pfeipffer
- Lucienne Hamon : Mme Dullac
- Raquel Iruzubieta : Libri
- Michèle Moretti : Paulette Gorenstein
- Josiane Stoléru : Mme Meurette
- Clovis Casali : Guirot
- Conchita Cazares : Conchita
- Syla de Rawsky : la mère pauvre
- Camille Dian : Patricia
- Anna-Marie Filippi : Adeline
- Hélène Hily : Mme Dieudonné
- Jean-Luc Jeener : le père pauvre
- Valérie Kirkorian : la mère Linglin
- Gabriel Laferrière : le premier contrôleur
- Michel Vandestien : le second contrôleur
- Stéphanie Marchais : la créature
- Marie Mergey : Tante Germaine
- Xavier Petet : Saint-Verin
- Cristoforo Ricco : le premier fils Linglin
- Martheo Ricco : le second fils Linglin
- Gil Royer : le père Linglin
- Pascale Roze : la vendeuse
- Joseph Sans : l'abbé Gauthier
- Annette Sudan : la mère dans le compartiment
- Michel Tugot-Doris : le père dans le compartiment
- David Slakmon : le fils dans le compartiment